# Tom Lohner

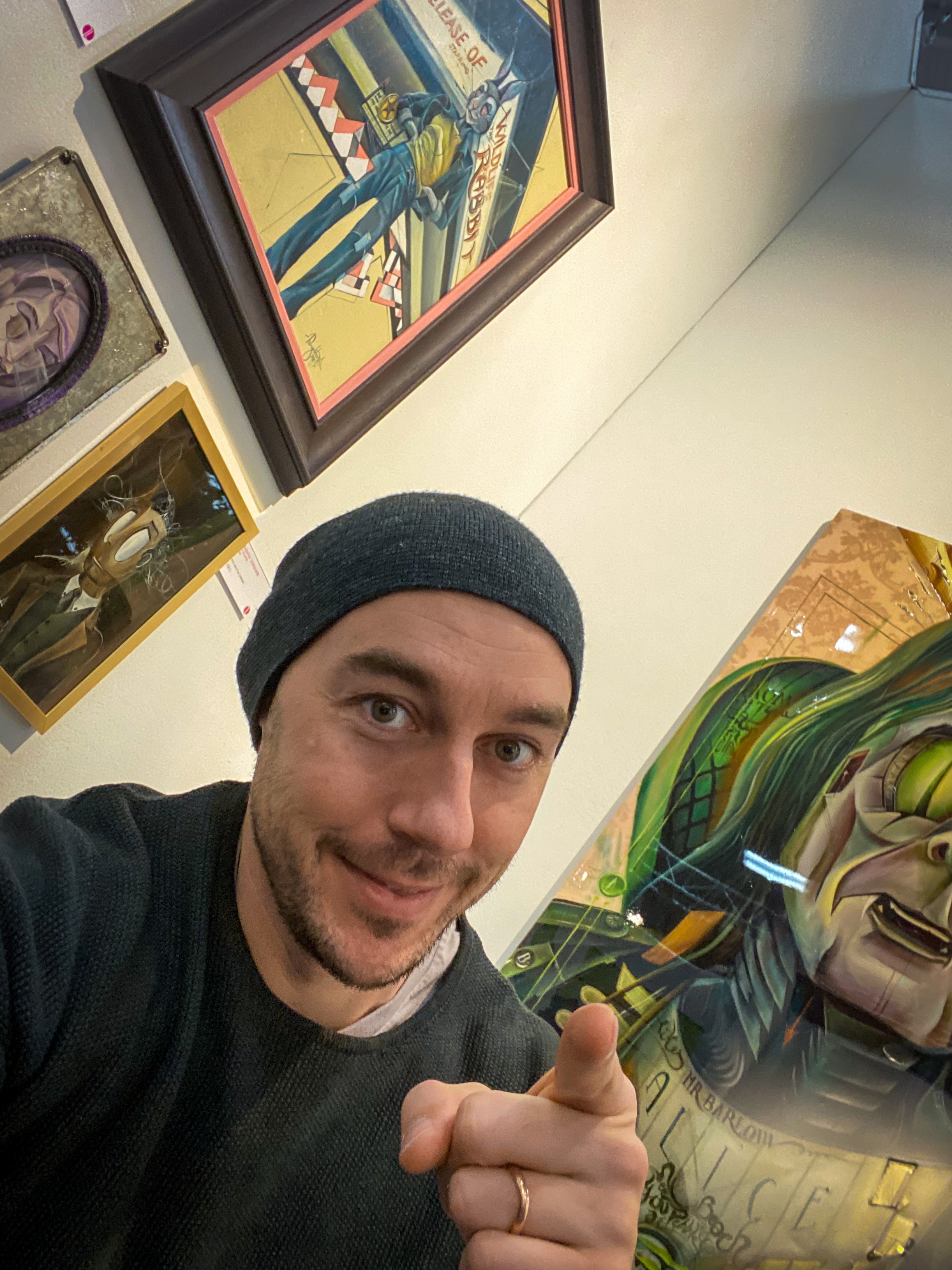
Tom Lohner in New York City (2021)

Thomas „Tom“ Lohner (* 1982 in Bruck an der Mur) ist ein österreichischer Künstler und ehemaliger Grafikdesigner.

## Leben und Wirken
Lohners Familie übersiedelte kurz nach seiner Geburt von der Steiermark in die USA (Gainesville, Florida). Nach einigen Jahren kehrte die Familie zurück nach Österreich und ließ sich in Graz nieder, wo Lohner eine Ausbildung zum Grafikdesigner an der Ortweinschule Graz absolvierte. Danach vertiefte er seine künstlerische Ausbildung bei Judith Jay in Monterey, Kalifornien. Zu seinen Kunden und Klienten als Grafikdesigner zählten neben internationalen Firmen auch namhafte Künstler wie Alice Cooper, Lady Gaga, Maroon 5, Rihanna oder U2.
Seit 2015 ist Lohner hauptberuflich nur noch als Künstler tätig. Sein Durchbruch als Künstler gelang ihm mit seiner ersten Solo-Ausstellung „H'Animalism“ in Wien. Neben diversen Auftragsarbeiten und Vorbestellungen arbeitete Lohner mit diversen Unternehmen an Projekten zusammen, so gehören unter anderem Almdudler, Hard Rock Cafe und Strongbow zu seinen frühen Klinten. Weitere große Arbeiten umfassen das Herausbringen einer eigenen Pinsel-Kollektion mit Davinci - DEFET, das Gestalten eines Single-Covers für Andreas Gabalier und Arnold Schwarzenegger, sowie das Bemalen einer Grazer Straßenbahn im Auftrag der Kronen Zeitung. Zusätzlich zum Ausstellen eines Gemäldes im österreichischen Pavillon der Weltausstellung Expo 2020 in Dubai, ist Lohner auch zunehmend im wachsenden NFT-Kunst-Markt vertreten. Er ist Teil des ersten eigenständigen NFT-Marktplatzes im deutschsprachigen Raum: mintastic.io.
Er lebt mit seiner Frau, die Architektin Nina Halbedl, und ihrer gemeinsamen Tochter in Graz.

## Bakerhouse Gallery
Gemeinsam mit seinem Manager Klaus Billinger, eröffneten sie 2017 die Bakerhouse Gallery in Graz. Benannt nach der ersten Location der Galerie, oberhalb der Kaiserlich und Königlichen Hofbäckerei Edegger-Tax, zog die Galerie 2019 in eine 1200 Quadratmeter große Halle in der Herrgottwiesgasse 125 in Graz, womit sie die größte Galerie der Steiermark ist. Eine weitere Filiale in Deutschland wurde 2020 in den Heckmann-Höfen in Berlin eröffnet, eine Wiener Filiale wird voraussichtlich 2022 eröffnet.

## Werke und Projekte

### Werke
Werkeauswahl
- 2016: Lenny Kravitz - The Art Of Hard Rock.
- 2016: Vivaldi.
- 2017: The Duchess of Wind.
- 2018: Nikolaus Harnoncourt II.
- 2019: Die Krone Strassenbahn.
- 2020: Electricity.
- 2020: Emily Takes Off.
- 2021: My little Provocateur.
- 2021: Lust.
- 2021: The Crystal Skull.

### Projektauswahl
- 2015: City Beach, Graz: Mural in the city center
- 2016: Trachtenpärchenball, Wien: Bühnengestaltung und Werbung
- 2019: Tom Lohner Tram für Kronen Zeitung, Graz
- 2019: Hofbäckerei Edegger-Tax, Graz: Habsburger-Keksedition Design
- 2019: Arnold Schwarzenegger und Andreas Gabalier: Cover-Gestaltung der Single „Pump It Up“
- 2019: Andreas Gabalier: Animiertes Musikvideo
- 2019: Andreas Gabalier: Covergestaltung des Best-Of-Albums
- 2020: Heinz-Restaurants in der Steiermark: Restaurant-Design
- 2020: Crystal Head Vodka: Artwork
- 2020: Jaguar Österreich: F-Type by Tom Lohner
- 2023: art BMW collaboration (Europe)
- 2023: 1st grand retrospective in Bakerhouse Gallery
- 2023: Tom Lohner Almdudler (bottle) Art Edition
- 2023: Tom Lohner Bombay Saphire Art Edition
- 2024: artwork for 100 years Caritas and 120 years Kleine Zeitung, featured on 25K Zotterchocolates.

## Ausstellungen
Ausstellungs-Auswahl:
- 2009: Royal Olympia (London) Hall, London
- 2010: Art Whino, Virginia, USA
- 2011: STOIQUE: Japan, Osaka (danach in Tokyo, Kawasaki und Kyoto)
- 2012: Stroke, München
- 2012/2013/2014: Art on Snow, Bad Gastein, Österreich
- 2015: Prato, Graz: H'Animalism (danach Newman House W1, London; Galerie C, Wien; Vernissage @ Almdudler Headquarters, Wien)
- 2016: Styriarte, Graz
- 2017: Bakerhouse Gallery, Graz
- 2017: Royal Naval College, London
- 2017: Hard Rock Cafe Vienna, Wien: The Art of Hard Rock by Tom Lohner (danach Hard Rock Cafe London, London)
- 2018: Messe Graz, Graz: Art Pavillon Graz
- 2019: Spectrum Art, Miami
- 2019/2020: Forum Messe Frankfurt, Frankfurt: Discovery Art Fair Frankfurt
- 2019/2020/2021: RheinMain Congress Center, Wiesbaden: ARTe Wiesbaden
- 2020/2021: Dubai Word Trade Center, Dubai: World Art Dubai
- 2020: Airport Salzburg, Salzburg: Salzburg International Art Fair
- 2021: Pier 92, New York: Art Expo New York
- 2021: MuseumsQuartier, Wien: I Fu**ing Love You
- 2021: Bakerhouse Gallery, Berlin
- 2021: Dubai Exhibition Center, Dubai: Expo 2020
- 2025: art installation present between Austria and Osaka/Japan on behalf of the country in the Austria Pavilion at World Expo 25 (Osaka)

## Auszeichnungen und Preise
- 2018: Grazer „Tuntenball-Award“ für herausragendes Engagement für die LGBTQ-Community.[11]
- 2020: „Out of Home“-Werbe-Award für die „Krone“-Kunst-Bim.[12]
- 2021: Eintrag ins Goldene Buch der Stadt Graz.[6]